# Pourquoi pas avec toi
Pour plus de détails, voir Fiche technique et Distribution.
Pourquoi pas avec toi ? (Brucia, ragazzo, brucia) est un film italien érotico-psychologique réalisé en 1968 par Fernando Di Leo et sorti l'année suivante.

## Synopsis
Clara, une dame de la classe moyenne, est seule au bord de la mer en fin de saison. Elle se laisse séduire par un maître-nageur expert, un étudiant un peu hippie, et éprouve un orgasme pour la première fois de sa vie. Quand elle rentre, elle décide de le dire à son mari et lui demande pourquoi elle n'avait jamais éprouvé un tel plaisir avec lui. L'homme se met en colère et commence à la traiter comme une femme de petite vertu, menaçant de lui prendre leur fille. Désespérée, elle décide de se suicider, tandis que lui, qui pourrait la sauver, se résout à intervenir quand il est trop tard.

## Fiche technique
Sauf indication contraire, les informations mentionnées dans cette section peuvent être confirmées par la base de données cinématographiques IMDb,  présente dans la section « Liens externes ».
- Titre français : Pourquoi pas avec toi ?[1]
- Titre original : Brucia ragazzo, brucia[2]
- Réalisateur : Fernando Di Leo
- Scénario : Fernando Di Leo, Antonio Racioppi
- Photographie : Franco Villa (it)
- Montage : Mario Morra
- Musique : Gino Peguri
- Décors : 	Pietro Liberati
- Costumes : Loredana Longo
- Trucages : Carlo Sindici
- Société de production : Ferti Film
- Pays de production :  Italie
- Langue de tournage : italien
- Format : Couleur - Son mono - 35 mm
- Genre : Drame érotique
- Durée : 91 minutes (1h31)
- Dates de sortie :	
  - Italie : 27 janvier 1969
  - France : 28 juillet 1971[1]

## Distribution
- Françoise Prévost : Clara Frisotti, la femme frigide d'un ingénieur qui découvre sa plénitude de femme dans les bras d'un jeune maître-nageur
- Gianni Macchia : Giancarlo, un jeune maître-nageur qui a une aventure avec Clara
- Michel Bardinet : Silvio Frisotti, le mari de Clara, un ingénieur
- Monica Strebel : Marina
- Danika La Loggia : Tante Bice
- Anna Pagano : Monica
- Miiram Alex : la Suissesse

## Accueil
Le film a été un grand succès commercial et a contribué a lancer la carrière de réalisateur de Di Leo.